# Őr
Őr là một thị trấn thuộc hạt Szabolcs-Szatmár-Bereg, Hungary. Thị trấn này có diện tích 17,78 km², dân số năm 2010 là 1447 người, mật độ 81 người/km².